# Kürnbach (powiat Karlsruhe)
Kürnbach – miejscowość i gmina w Niemczech, w kraju związkowym Badenia-Wirtembergia, w rejencji Karlsruhe, w regionie Mittlerer Oberrhein, w powiecie Karlsruhe, wchodzi w skład wspólnoty administracyjnej Oberderdingen. Leży w Kraichgau, ok. 33 km na wschód od Karlsruhe.